# Jesse Borrego
Jesse Borrego (San Antonio (Texas), 1 augustus 1962) is een Amerikaans acteur.

## Biografie
Borrego werd geboren in San Antonio (Texas) in een gezin van vijf kinderen, en is van Mexicaanse afkomst. Als kind nam hij samen met zijn zus deel aan danswedstrijden. Hij doorliep de high school aan de Harlandale High School in San Antonio, tijdens deze school woonde hij bij zijn grootouders. Eerst wilde hij piloot worden bij de United States Air Force maar later besloot hij om acteur te worden. hij studeerde af in theaterwetenschap en dans aan de University of the Incarnate Word in San Antonio en aan de California Institute of the Arts in Los Angeles County.
Borrego begon in 1987 met acteren in de televisieserie The Bronx Zoo, waarna hij nog meerdere rollen speelde in televisieseries en films. Hij is vooral bekend van zijn rol als Jesse V. Valesquez in de televisieserie Fame waar hij in 68 afleveringen speelde (1984-1987).
Borrego is getrouwd en heeft een kind.

## Filmografie

### Films
Uitgezonderd korte films.
- 2020 Limbo - als CPS onderzoeker
- 2019 Teenage Girl: Valerie's Holiday - als Joe
- 2019 The Margarita Man - als Jimmy Martinez
- 2019 Phoenix, Oregon - als Carlos
- 2018 Colossal Youth - als mr. De La Vega
- 2017 Closer to Bottom - als Tomas
- 2016 Dead Awake - als dr. Hassan Davies
- 2016 Gino's Wife - als agent Montoya
- 2013 Go for Sisters – als Juan Calles
- 2013 Line of Duty – als Mr. Ramirez
- 2011 Colombiana – als Fabio Restrepo
- 2009 Dream Healing – als Marco
- 2009 La mission – als Rene
- 2008 The Bookie – als Jesus
- 2005 The New World – als Pepaschicher
- 2003 Scooby-Doo and the Monster of Mexico – als Luis Otero (stem)
- 2003 The Maldonado Miracle – als Hector Maldonado
- 2001 Come and Take It Day – als Jesse
- 2000 Hell Swarm – als Darrius
- 1998 LiteWeight – als Sammy
- 1998 Veteranos – als Santo
- 1998 Bubba and Ike – als matador
- 1997 The Maker – als Felice A. Beato
- 1997 Con Air – als Francisco Cindino
- 1997 Retroactive – als Jesse
- 1996 Pain Flower – als Gus
- 1996 Lone Star – als Danny
- 1996 Dalva – als Duane Stonehorse
- 1996 Follow Me Home – als Tudee
- 1995 Bienvenido-Welcome – als Dario / Jijio
- 1995 Tecumseh: The Last Warrior – als Tecumseh
- 1994 I Like It Like That – als Alexis
- 1993 Mi vida loca – als El Duran
- 1993 Blood In Blood Out – als Cruz
- 1989 New York Stories – als Rueben Toro

### Televisieseries
Uitgezonderd eenmalige gastrollen.
- 2020 Vida - als Victor - 4 afl.
- 2017 Fear the Walking Dead - als Efraín Morales - 5 afl.
- 2015 American Crime - als Oscar - 5 afl.
- 2014 From Dusk Till Dawn – als TT portier – 2 afl.
- 2008 Dexter – als George King – 6 afl.
- 2007 ER – als Javier – 3 afl.
- 2005 Medical Investigation – als Antonio Baracas – 2 afl.
- 2003-2004 24 – als Gael Ortega – 14 afl.
- 1984-1987 Fame – als Jesse V. Valesquez – 68 afl.

- Bibsys: 9007223
- Biblioteca Nacional de España: XX1542686
- Gemeinsame Normdatei: 101518720X
- International Standard Name Identifier: 0000 0003 6095 137X
- Library of Congress Control Number: nr99005866
- Nationale Bibliotheek van Israël: 987007348281805171
- Nationale Bibliotheek van Polen: a0000002960925
- Nederlandse Thesaurus van Auteursnamen: 263517136
- Système universitaire de documentation: 156363232
- Virtual International Authority File: 224245482
- WorldCat: E39PBJy8xBkkBRwXtP4XkRgkDq